# Мали Врх (Мирна Печ)
Мали Врх (словен. Mali Vrh) је насељено место у општини Мирна Печ, регија Југоисточна Словенија, Словенија.

## Историја
До територијалне реорганизације у Словенији био је у саставу старе општине Ново Место.

## Становништво
У попису становништва из 2011. године, Мали Врх је имао 37 становника.
| Број становника према пописима | Број становника према пописима | Број становника према пописима |
| ------------------------------ | ------------------------------ | ------------------------------ |
| 1991                           | 2002                           | 2011                           |
| 45                             | 48                             | 37                             |

Напомена: Године 1988 умањено за део насеља који је припојен насељу Мирна Печ.